# Mychajło-Łaryne
Mychajło-Łaryne (ukr. Михайло-Ларине) – wieś na Ukrainie, w obwodzie mikołajowskim, w rejonie mikołajowskim. W 2001 liczyła 1918 mieszkańców.